# Margulies Berl
Margulies Berl znany jako Berl Broder (ur. około 1815 w Podkamieniu, zm. 1868  w Ploeszti) – śpiewak ludowy, badchen, poeta.

## Życiorys
Pochodził z żydowskiej rodziny. W dzieciństwie studiował religię w domu. Gry na skrzypcach nauczył się samodzielnie. W wieku 16 lat, po śmierci ojca został pomocnikiem szczotkarza. W warsztacie zachwycał swoimi przyśpiewkami innych robotników i otrzymał przydomek Berl der wertlzoger. Wędrował z dwoma młodymi śpiewakami po żydowskich miasteczkach, występując w karczmach, na ślubach. Uważa się, że wiele jego piosenek było improwizowanych na miejscu. Stworzył coś w rodzaju pierwszego żydowskiego kabaretu. Był pierwszym z tzw. broder zinger. W 1857 roku, gdy Brody dotknął kryzys gospodarczy, stworzył zespół Broder-singer i wyjechał do Rosji. 
Po opuszczeniu Brodów nigdy nie osiedlił się w jednym miejscu. Przeżył swoje ostatnie lata w biedzie, niektóre źródła wspominają o jego kłopotach z alkoholem.
Pisał wiersze, które opublikowano w 3 tomach. Pierwszy tomik poezji został wydany w 1860 roku w Bratysławie, drugi we Lwowie, a trzeci (1882) w Warszawie. Komponował liczne piosenki i kuplety, z których większość nie została opublikowana.
Przetrwało trzydzieści jego piosenek; 24 z nich mają charakter dialogów, najczęściej pomiędzy rzemieślnikami, takimi jak krawcy czy szewcy. Jest postrzegany jako prekursor teatru jidysz.